# 해양문학상

해양문학상(海洋文學賞)은 한국해양재단이 주관하고 해양수산부가 후원하는 대한민국의 문학상이다. 대한민국 국민 누구나 응모할 수 있고, 아동,청소년 문학을 포함해 바다에 대한 희망, 기회, 도전을 심어줄 수 있는 창작 문학이 그 대상이다.

## 역대 수상 작품(소설)
| 회    | 수상년도 | 작가   | 작품                           | 구분                        |
| ----- | -------- | ------ | ------------------------------ | --------------------------- |
| 제1회 | 2007년   | 김대진 | 《바다의 환》                  | 대상                        |
| 제2회 | 2008년   | 박정선 | 《아, 연평도》                 | 대상                        |
| 제3회 | 2009년   | 문효성 | 《폐선항해》                   | 대상                        |
| 제4회 | 2010년   | 김성동 | 《바다 이야기》                | 대상                        |
| 제5회 | 2011년   | 유희민 | 《욕심부조화》                 | 대상                        |
| 제6회 | 2012년   | 김성준 | 《노함(老艦)의 함성》          | 최우수상                    |
| 제7회 | 2013년   | 남순백 | 《파도의 노래》                | 우수상                      |
| 제8회 | 2014년   | 김득진 | 《아디오스 아툰 (adios atun)》 | 최우수상(해양수산부 장관상) |

## 역대 수상 작품(시)
| 회    | 수상년도 | 작가   | 작품                            | 구분                        |
| ----- | -------- | ------ | ------------------------------- | --------------------------- |
| 제1회 | 2007년   | 손상철 | 《물고기 한 마리》              | 최우수상                    |
| 제2회 | 2008년   | 김영   | 《출항》                        | 최우수상                    |
| 제3회 | 2009년   | -      | -                               | -                           |
| 제4회 | 2010년   | -      | -                               | -                           |
| 제5회 | 2011년   | 심호섭 | 《낯선자와의 긴항해2》          | 최우수상                    |
| 제6회 | 2012년   | 이재성 | 《스물다섯살의 바다(잉크편지)》 | 대상                        |
| 제7회 | 2013년   | 강성백 | 《바지락을 캐면서》             | 우수상                      |
| 제8회 | 2014년   | 배기환 | 《백파(白波)의 항로1(출항)》    | 우수상(한국선주협회 회장상) |

## 역대 수상 작품(희곡·시나리오)
| 회    | 수상년도 | 작가   | 작품                 | 구분                            |
| ----- | -------- | ------ | -------------------- | ------------------------------- |
| 제1회 | 2007년   | 송승환 | 《섬마을 가족사》    | 가작                            |
| 제2회 | 2008년   | 정경진 | 《검은 바다 갈매기》 | 우수상                          |
| 제3회 | 2009년   | 김숙종 | 《배웅》             | 당선작                          |
| 제4회 | 2010년   | 정미진 | 《뱃놀이 가잔다》    | 가작                            |
| 제5회 | 2011년   | -      | -                    | -                               |
| 제6회 | 2012년   | -      | -                    | -                               |
| 제7회 | 2013년   | 이정화 | 《여여와 고래와》    | 우수상                          |
| 제8회 | 2014년   | 우수진 | 《신지끼》           | 우수상(한국원양산업협회 회장상) |

## 역대 수상 작품(수필)
- 2014년 8회  수필 부문 우수상(한국해양재단 이사장상)
  - ‘환난여옥(患難如玉)’, 김종찬[2]